# Kazumi Saeki
Pour les articles homonymes, voir Saeki.
Kazumi Saeki 佐伯 一麦, Saeki Kazumi; né le 21 juillet 1959 à Sendai) est un écrivain japonais.

## Biographie
Kazumi est né à Sendai, où il fréquente le premier lycée de la ville. Après ses études, il s'installe à Tokyo et gagne sa vie en travaillant auprès d'hebdomadaires et aussi en tant qu'électricien. En 1984 il reçoit le prix Kaien de littérature pour débutants pour son premier ouvrage Ki o tsugu. Avec son ouvrage suivant, Short Circuit ( ショート · サーキット, « court-circuit »), paru en 1990 et basé sur son expérience d'électricien, il remporte le prix littéraire Noma pour débutant. Il se marie et vit encore dix ans à Tokyo et retourne ensuite dans sa ville natale de Sendai.
En 1996, son récit Tōki yama ni hi wa ochite (遠き山に日は落ちて), dans lequel il décrit sa vie avec sa femme dans une petite ville de la région de Tōhoku est couronné du prix Shōhei-Kiyama. Kazumi est témoin en 2011 du séisme de Tōhoku et l'accident nucléaire de Fukushima qui suit à 15 km de la ville de Sendai elle-même. Un court récit traduit en anglais Réflexions d'un romancier sur le séisme japonais paraît et fait l'objet d'une recension en mars 2011 dans le New York Times.

## Prix et distinctions
- 1984 Prix Kaien pour débutants
- 1990 Prix Noma pour débutants
- 1991 Prix Mishima pour A rūsu boi (ア・ルース・ボーイ, A Loose Boy)[2]
- 1997 Prix Shōhei-Kiyama
- 2004 Prix Jirō Osaragi pour Tettō kazoku (鉄塔家族)
- 2007 Prix Noma de littérature pour Noruge (ノルゲ, Norvège)

## À lire (sélection)
- Kazumi Saeki: A Novelist’s Reflections on the Japanese Earthquake. In: Speakeasy. 11 mars 2012 (titre original: Hiyoriyama, traduit par Jeffrey Hunter) (http://blogs.wsj.com/speakeasy/2012/03/11/a-novelists-reflections-on-the-japanese-earthquake À lire sur le New York Times]